# イタリアン・パードッグ
イタリアン・パードッグ（英：Italian Pardog）とは、イタリア原産の家畜護身用犬種である。単にパードッグ（英：Pardog）とも呼ばれている、変わった新犬種である。

## 歴史
1986年にオーストラリアの羊をディンゴから守り、それと戦えて且つ扱いやすく賢い犬種を作出するためにコンピュータによって複雑な倫理バイオメカニズムを用いて新犬種の青写真をわりだし、それに則って綿密で複雑な交配を行って近年完成したばかりの犬種である。作出にはスタッフォードシャー・ブル・テリア、ジャーマン・シェパード・ドッグ、ブル・テリア、ナポリタン・マスティフ、ドゴ・アルヘンティーノ、ディンゴを順次正確に交配させられた。それにより賢くディンゴを追い払い、戦い倒す事も出来る犬種になった。
しかし、ディンゴを追い払うためにディンゴと戦わせるのはよくないとする反対派の人も多く、実際に羊などを守る仕事を行うかどうかは未だにはっきりしない。もしディンゴを倒す事が禁じられれば、両面性のある性格が改善され、普通の家畜護身・番犬になる可能性も高い。

## 特徴
外見はディンゴとジャーマン・シェパード・ドッグの中間に見える。筋肉質の体つきで、皮膚はたるんでいないが、引っ張るとよく伸びる。立ち耳・サーベル形の垂れ尾で眼光が鋭く、ショートコートで毛色は赤茶色など。大型犬サイズで、性格は普段は忠実で冷静であるが、守るべきものに危機が迫るとたちまち性格を豹変させ、獰猛になり勇敢に飛びかかる。

## 参考
- 『デズモンド・モリスの犬種事典』（誠文堂新光社）デズモンド・モリス著書、福山英也、大木卓訳 誠文堂新光社、2007年